# Dermatoskopi
Dermatoskopi är en metod där man med hjälp av ett handburet instrument undersöker strukturer och former i epidermis (överhuden) samt delar av dermis (läderhuden). Dermatoskopet består av ett inbyggt förstoringsglas och en lampa. Den vanligaste typen av dermatoskop som används idag består av en förstoring på x 10. För att få bästa möjliga resultat vid användning av dermatoskopi appliceras en liten mängd olja på huden. Oljan mjukar upp huden, gör att strukturerna syns tydligt samt minskar ljusreflektionen från lampan.

## Historik
På 1600-talet användes det första dermatoskopet för att undersöka kapillärer i nagelbädden. Mot slutet av 1800-talet upptäcktes att en droppe olja på huden gjorde stora underverk, bland annat att man såg strukturerna tydligare. Dr Johann Saphier i München utvecklade sedan metoden vidare i början av  1920-talet genom att koppla en ljuskälla till dermatoskopet. Då användes metoden för att bland annat studera kapillärer i huden. Ett av dåtidens stora problem, att kunna skilja mellan tuberkulos och syfilis, tillämpade dermatoskopi på detta sätt. Metoden användes också för att studera kapillärer hos nyfödda för att därigenom upptäcka utvecklingsstörning och tillväxthämning tidigt.
Under 1900-talet utvecklades dermatoskopet ytterligare och man började använda tekniken mer och mer för att studera pigmentförändringar. Efter ett tag upptäcktes fördelarna med dermatoskopi inom detta område. Metoden kunde bland annat skilja ut maligna pigmenttumörer vilket ledde till en ökad diagnostisk säkerhet. Det var inte förrän i slutet av 1980-talet och i början av 1990-talet som metoden fick sitt stora genombrott. Idag används metoden i huvudsak för att hitta maligna melanom men även för att undvika onödiga kirurgiska.

## Bedömning av de olika färgerna
Vid dermatoskopi ser man olika färger beroende på hur djupt pigmentet ligger i huden. Ju fler färger som syns desto större risk för maligna tumörer.
Färg - Djup:
- svart, mörkbrun, ljusbrun - melanin i olika delar av epidermis
- grå, blå - melanin i olika delar av dermis
- röd - ses vid ökad vaskulering i tumör eller blödning
- vit - regressionsfenomen

Det krävs en van läkare för att skilja maligna pigmenttumörer från benigna. En erfaren dermatoskopist kan öka säkerheten i diagnosen från 60-70% till 80-90%. De allra flesta läkare identifierar många melanom och även “fula nevus” vid enbart en makroskopisk okulär kontroll. Med hjälp av dermatoskopi kan man dessutom hitta tidiga melanom och även identifiera godartade tumörer och därigenom undvika kirurgi i onödan. För att denna metod ska vara tillförlitlig krävs dock att läkaren använder sitt dermatoskop regelbundet.